# Carles Puyol
Carles Puyol i Saforcada, född 13 april 1978 i La Pobla de Segur i Katalonien, är en spansk före detta fotbollsspelare som under hela sin karriär spelade för FC Barcelona och mellan 2000 och 2013 även spelade för det spanska landslaget.
Han har bland annat spelat för Spanien vid olympiska spelen 2000, VM 2002, EM 2004, VM 2006, EM 2008, VM 2010 och EM 2012. Han har även spelat för Kataloniens herrlandslag i fotboll i en vänskapsmatch och är den katalanska spelare som har gjort flest matcher för spanska landslaget. Han slog Sergi Barjuáns gamla rekord på 56 matcher i oktober 2007.

## Karriär
Puyol började spela fotboll i sin hemklubb i La Pobla de Segur och var från början målvakt. Problem med axlarna tvingade honom dock att börja spela som anfallare. Han hamnade sedan i FC Barcelonas B-lag när han var 17 år gammal, 1996 och 1999 tog tränaren Louis van Gaal upp honom till seniorlaget. Han gjorde A-lagsdebut 2 oktober 1999 mot Real Valladolid på bortaplan och matchen slutade 2–0. Puyol började på högerbacksposition men har sedan dess oftast spelat som mittback. Han fick utmärkelsen "bästa europeiska högerback" av Uefa 2002. 
Puyol är känd för att alltid ge allt på plan, och att han aldrig ger upp, oavsett hur det går för laget. Lite generaliserat kan man säga att det är superstjärnorna Lionel Messi, Xavi Hernandez och Andrés Iniesta som står för "finliret" i Barcelona medan Puyol är dess raka motsats när det gäller spelstil. Inte särskilt teknisk men med en enorm vilja, placeringssäker och stora ledaregenskaper som gjort Puyol till tränaren Pep Guardiolas självklara förstaval som lagkapten. 
Puyol fick för första gången bära kaptensbindeln för Barcelona redan i slutet av säsongen 2003/2004 och har även varit kapten för landslaget. Han är den första lagkaptenen som fick bära sex olika pokaler. Puyol fick bära alla pokaler 2009, efter alla vinst med Barcelona. Även 2011 fick Puyol bära fem pokaler efter att Barcelona vunnit så många titlar.
Den 17 maj 2006 vann Barcelona och Puyol UEFA Champions League efter att ha besegrat engelska Arsenal med 2–1 i finalen, efter att Belletti gjorde det avgörande målet. Puyol blev då den förste katalanska lagkaptenen att vinna tävlingen. Han vann även "årets försvarare i Champions League" det året.
Puyols tidigare kontrakt med Barcelona löpte fram tills 30 juni 2010 och klubben hade satt ett pris på 50 miljoner euro för honom (motsvarar cirka 425 miljoner kr i dåvarande växelkurs). 23 oktober 2009 förlängde dock Puyol sitt kontrakt, som numer sträcker sig till juni 2013.
Puyol avgjorde semifinalen mot Tyskland i VM 2010 genom att nicka in 1–0. Resultatet stod sig matchen ut. Efter turneringens slut rapporterades det att Puyol hade slutat i landslaget då han i november 2009 sagt att han skulle sluta i landslaget om Spanien vann VM-guld. Tillsammans med lagkamraten Gerard Piqué från Barcelona och högerbacken Sergio Ramos lyckades Spanien kontrollera sitt försvarsspel. I början av augusti 2010 gick Puyol dock ut i media och bekräftade att han fortsätter i landslaget i minst två år till.. Puyol var uttagen till EM-truppen 2012, men blev skadad och kunde inte spela samtliga matcher, dock så var han med som avbytare en match och tittade på matcherna från läktaren. 
Den 4 mars 2014 meddelade Puyol att han slutar med fotboll efter säsongen 2013/14, detta på grund av de många skador han ådragit sig under de sista åren.

## Meriter

### FC Barcelona
- La Liga: 2004/2005, 2005/2006, 2008/2009, 2009/2010, 2010/2011, 2012/2013
- Uefa Champions League: 2005/2006, 2008/2009, 2010/2011
- Copa del Rey: 2008/2009, 2011/2012
- Supercopa de España: 2005, 2006, 2009, 2010, 2011, 2013
- Uefa Super Cup: 2009, 2011
- Världsmästerskapet i fotboll för klubblag: 2009, 2011

### Spanien
- EM-Guld 2008
- VM-Guld 2010

### Individuella meriter
- La ligas bästa nykomling: 2001
- UEFA:s "bästa försvarare": 2006
- ESM "årets europeiska elva"  2001–02, 2002–03, 2004–05, 2005–06
- UEFA:s "årets lag": 2002, 2005, 2006, 2008, 2009, 2010
- FIFPro World XI: 2007, 2008, 2010
- Europamästerskapet i fotboll "turneringens lag": 2008
- Världsmästerskapet i fotboll "turneringens lag": 2010